# 格瑞特真相
《格瑞特真相》（英語：The Greater Good），是一部於2020年推出的臺灣電視電影，全一集。由馬君慈執導，製片吳浩瑜、馬君慈，攝影指導王均銘，編劇林瑾、馬君慈，製作單位為法務部調查局出品。莫允雯、李至正主演。於2022年5月13日院線上映。

## 劇情大綱
女主角-彭昕，原本身為中華民國法務部調查局調查官，卻有著想要轉換工作的念頭。
故事發生於，東研科技的機密專利AT-20遭到竊取，而公司的研發人員與負責人都在酒店遭到殺害，
而一切的犯罪證據皆指向彭昕的前男友工程師-劉皓然。
在彭昕的記者朋友暗中設計之下，彭昕也被作為嫌疑犯而遭到追捕。
直到最後真相大白，水落石出之後，讓彭昕了解到調查官的責任，
也決定繼續擔任調查官。

## 播出時間

### 首播
| 頻道 | 所在地           | 首播日期 | 播出時間 |
| ---- | ---------------- | -------- | -------- |
| 台視 | 中華民國（臺灣） |          |          |

### 重播
| 頻道 | 所在地           | 播出日期 | 播出時間 |
| ---- | ---------------- | -------- | -------- |
|      | 中華民國（臺灣） |          |          |

## 演員表
| 演員 | 角色         | 角色說明 |
| 莫允雯 | 彭昕         |          |
| 李至正 | 李博遙       |          |
| 江宜蓉 | 陳梓芸       |          |
| 夏騰宏 | 劉皓然       |          |
| 余 晉 | 余晉文       |          |
| 大 支 | 任崇得       |          |
| 鄭有傑 | 趙思源       |          |
| 許庭瑜 | 小咪         |          |
| 范姜泰基 | 曾科長       |          |
| 馬世斌 | 副局長       |          |
| Matthew | Mr.Yates     |          |
| 劉昌翰 | 國安站主任   |          |
| 林 得 | Micheal      |          |
| 林劭軒 | 小志         |          |
| 陳立維 | Johnny       |          |
| 李家珍 | 包子店老闆娘 |          |
| 馬翊瓏 | 小弟弟       |          |
| 蔡欣甫 | 司機         |          |
| 馬君杰 | 狙擊手       |          |
| 朱琦郁 | 記者A        |          |
| 莊容 | 記者B        |          |
| 魏汶駿 | 特種傭兵     |          |
| 吳秉華 | 工人         |          |
| 劉育辰劉祐慈陳曉君 | 酒店小姐     |          |
| 王俊傑劉育珊 | 酒店服務生   |          |
| 歐宏隆王憲政 | 酒店客人     |          |
| 張榕容王可元蒲思穎温明倫陳雪紅熊道天劉懷君徐蜿茹蔡志立張君豪趙子賢余志芳趙子毅                                                 | 路人         |          |
| 李維中 | 調查官       |          |
| 葉恬君徐子桓許毓庭劉永琪游佩茹沈菲李至晟張秉宏鄭羽彤林子蕍王智弘楊盛博黃辰晞鄧銘棋楊雪如謝昀蓉張訓堂陳畯宏王筱婷范偉倫林威廷   | 調查局員工   |          |
| 劉育辰吳艾芸翁藝青鄭玉婷劉筱君鍾晏榆趙彥宇盧怡婷莊予霈張祐瑄廖丁漢顏宏霖李英嘉張金吉高子珉蕭晨崴劉育辰梁庭瑋廖家逸許怡慧張弘穎 | 記者         |          |
| 游婉倩游小薇莊燦維林慧婷魏明義陳紅詹凱心黃盛昌鄧唯新                                                                           | 公車乘客     |          |
| 李松宸曾國明黃瑋藍裕斌黃博揚                                                                                                   | 傭兵         |          |
| 吳嘉育林家祥葉修華 | 技術員       |          |
| 王重竣吳承恩陳貴原林義欽蘇昭允吳聖璋黃紹毓王帥范治平程瀚陞鍾灃信曾國威                                                         | 工人         |          |
| 章天賜 | 救護人員     |          |
| 吳克俊謝丞凱楊儒樵焦有軍柯廷谚李威毅林宏儒簡慧慈王帥范治平程瀚陞鍾灃信曾國威                                                   | 攻堅小組     |          |
| 鍾震東劉國安蕭朝甡蘇靚宜林妤庭                                                                                                 | 開會人員     |          |
| 黃政之黃鈺珊 | 上班同事     |          |